# Athetis
Athetis är ett släkte av fjärilar som beskrevs av Jacob Hübner 1821. Athetis ingår i familjen nattflyn.

## Dottertaxa tillAthetis, i alfabetisk ordning[1][2]
- Athetis aboleta
- Athetis absorbens
- Athetis acutipennis
- Athetis aeschria
- Athetis aeschrioides
- Athetis agrotoides
- Athetis alacra
- Athetis albanalis
- Athetis albilineola
- Athetis albipuncta
- Athetis albisignata
- Athetis albivena
- Athetis albosignata
- Athetis alternata
- Athetis amorata
- Athetis andriai
- Athetis anomoeosis
- Athetis asinina
- Athetis atriluna
- Athetis atripuncta
- Athetis atrispherica
- Athetis atristicta
- Athetis aurobrunnea
- Athetis banghaasi
- Athetis beliastis
- Athetis bicolor
- Athetis bicornis
- Athetis bilimbata
- Athetis bimacula
- Athetis bipuncta
- Athetis bisignata
- Athetis bispurca
- Athetis biumbrosa
- Athetis bremusa
- Athetis brunneaplagata
- Athetis bytinskii
- Athetis caeca
- Athetis calypta
- Athetis camptogramma
- Athetis carayoni
- Athetis castaneipars
- Athetis cervina
- Athetis chionopis
- Athetis cineracea
- Athetis cinerascens
- Athetis cognata
- Athetis collaris
- Athetis condei
- Athetis conformis
- Athetis contorta
- Athetis coreana
- Athetis corrupta
- Athetis corticea
- Athetis costiplaga
- Athetis crenulata
- Athetis cristifera
- Athetis croceipuncta
- Athetis cryptisirias
- Athetis dallolmoi
- Athetis dasychira
- Athetis delecta
- Athetis denisi
- Athetis derufata
- Athetis despecta
- Athetis didy
- Athetis differenciata
- Athetis discopuncta
- Athetis dissimilis
- Athetis distincta
- Athetis divisa
- Athetis duplex
- Athetis ectomelaena
- Athetis elephantula
- Athetis elongata
- Athetis erigida
- Athetis excaecata
- Athetis excelsa
- Athetis excurvata
- Athetis exilis
- Athetis expolita
- Athetis exquisita
- Athetis externa
- Athetis faja
- Athetis farinacea
- Athetis fasciata
- Athetis fennica
- Athetis flacourti
- Athetis flavata
- Athetis flavipleta
- Athetis flavipuncta
- Athetis flavitincta
- Athetis fontainei
- Athetis foveata
- Athetis fragosa
- Athetis fumicolor
- Athetis funerea
- Athetis funesta
- Athetis furvula
- Athetis fusca
- Athetis fuscata
- Athetis fuscoirrarata
- Athetis gemini
- Athetis glauca
- Athetis glaucoides
- Athetis glaucopis
- Athetis gluteosa, Kalkhällsfly
- Athetis gonionephra
- Athetis grandidieri
- Athetis graphicomas
- Athetis griseomixta
- Athetis grisescens
- Athetis griveaudi
- Athetis grjebinei
- Athetis gulnare
- Athetis heliastis
- Athetis heringi
- Athetis honei
- Athetis hongkongensis
- Athetis horus
- Athetis hospes, Tobaksfly
- Athetis humberti
- Athetis hyperaeschra
- Athetis ignava
- Athetis immixta
- Athetis improbabilis
- Athetis inconspicua
- Athetis inquirenda
- Athetis insignifica
- Athetis interstincta
- Athetis jeanneli
- Athetis jezoensis
- Athetis kitti
- Athetis kokstadensis
- Athetis lapidea
- Athetis lapidosa Anses vara synonym till Athetis gluteosa
- Athetis laverna
- Athetis lenta
- Athetis lentina
- Athetis lepigone, Strandvialsfly
  - Athetis lepigone fennica
- Athetis leuconephra
- Athetis leucopis
- Athetis lineosa
- Athetis longiciliata
- Athetis longidigitus
- Athetis lophophora
- Athetis lugens
- Athetis lugubris
- Athetis lutea
- Athetis luteola
- Athetis lutescens
- Athetis maculatra
- Athetis magniplagia
- Athetis malacha
- Athetis melanephra
- Athetis melanerges
- Athetis melanica
- Athetis melanochroa
- Athetis melanomma
- Athetis melanopis
- Athetis melanosema
- Athetis melanosticta
- Athetis mendosa
- Athetis metis
- Athetis microtera
- Athetis milloti
- Athetis mindara
- Athetis miranda
- Athetis moltrechti
- Athetis morbidensis
- Athetis mozambica
- Athetis multilinea
- Athetis mus
- Athetis nephrogonia
- Athetis nephrosticta
- Athetis nigra
- Athetis nigrilla
- Athetis nigronotata
- Athetis nitens
- Athetis nospes
- Athetis notanda
- Athetis obscura
- Athetis obtusa
- Athetis ocellata
- Athetis ochracea
- Athetis ochreipuncta
- Athetis ochreosignata
- Athetis oculatissima
- Athetis orbata
- Athetis pacificus
- Athetis pallescens
- Athetis pallicornis
- Athetis pallida
- Athetis pallidilinea
- Athetis pallidula
- Athetis pallustris, Kärrängsfly
- Athetis palpalis
- Athetis palustris
- Athetis partita
- Athetis pectinatissima
- Athetis pectinifer
- Athetis pellicea
- Athetis pentheus
- Athetis perenopis
- Athetis perineti
- Athetis perochracea
- Athetis perparva
- Athetis perplexa
- Athetis pervicax
- Athetis pigra
- Athetis pilosissima
- Athetis placida
- Athetis plumbescens
- Athetis poliophaea
- Athetis poliostrota
- Athetis postdentata
- Athetis postpuncta
- Athetis praetexta
- Athetis pratti
- Athetis prochaskai
- Athetis pulvisculum
- Athetis punctirena
- Athetis radama
- Athetis raebeli
- Athetis reclusa
- Athetis rectilinea
- Athetis renalis
- Athetis renata
- Athetis reniflava
- Athetis restricta
- Athetis rionegrensis
- Athetis roastis
- Athetis robertsi
- Athetis rufipuncta
- Athetis rufistigma
- Athetis sajana Anses vara synonym till Athetis pallustris
- Athetis satellitia
- Athetis scopsis
- Athetis scotopis
- Athetis seyrigi
- Athetis sicaria
- Athetis siccata
- Athetis signata
- Athetis sincera
- Athetis singula
- Athetis sinitra
- Athetis smintha
- Athetis sobria
- Athetis soudanensis
- Athetis sparna
- Athetis squalida
- Athetis stellata
- Athetis stellatella
- Athetis striolata
- Athetis stygia
- Athetis subargentea
- Athetis subpartita
- Athetis suffusa
- Athetis tanzaniae
- Athetis tenebrata
- Athetis tenuis
- Athetis terminata
- Athetis tetraglypha
- Athetis tornipuncta
- Athetis transvalensis
- Athetis transversa
- Athetis transversistriata
- Athetis triangulata
- Athetis tristicta
- Athetis tristifascia
- Athetis tristior
- Athetis tristis
- Athetis trixysta
- Athetis truncipennis
- Athetis uliginosa
- Athetis unduloma
- Athetis variana
- Athetis vollmeri
- Athetis vparvum
- Athetis xantholopha
- Athetis xanthopis
- Athetis zelopha
- Athetis zombitsy

## Bildgalleri

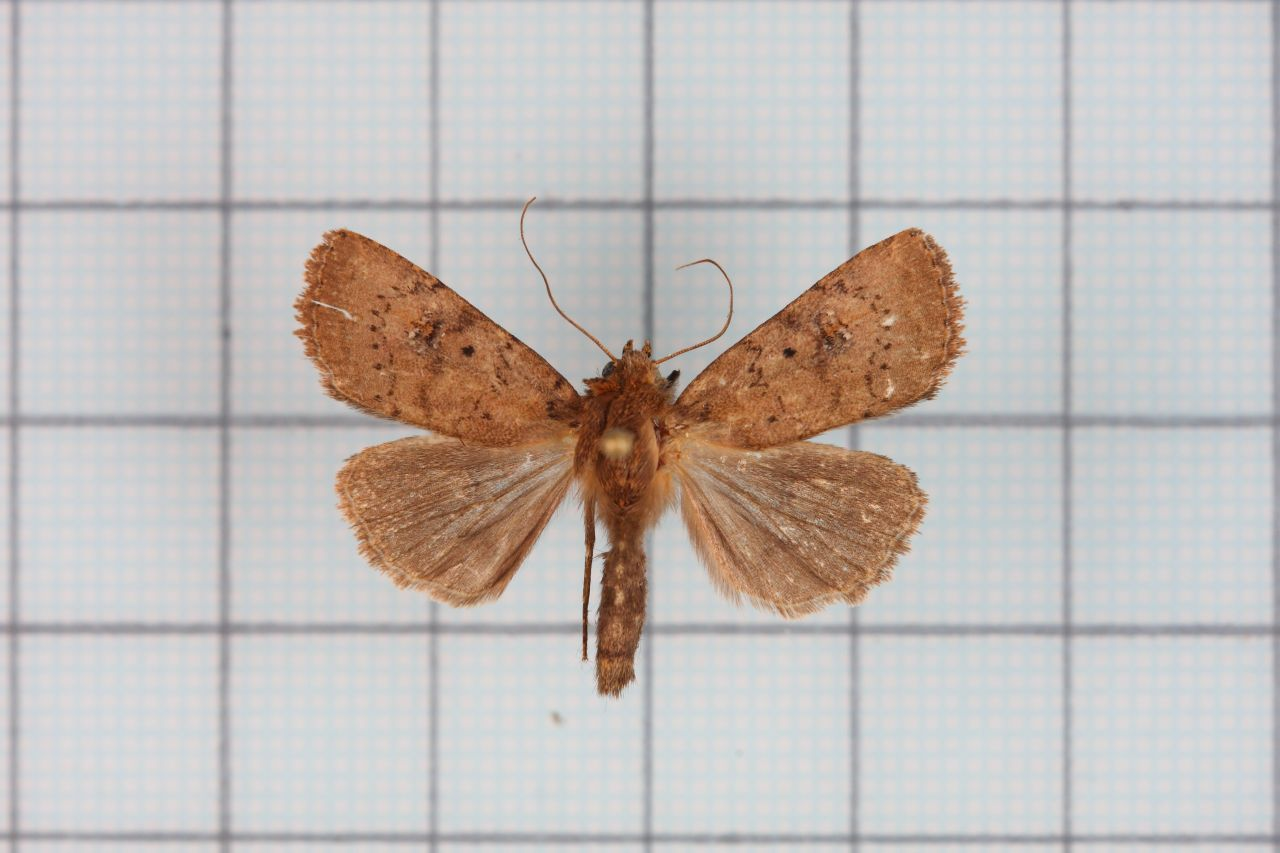
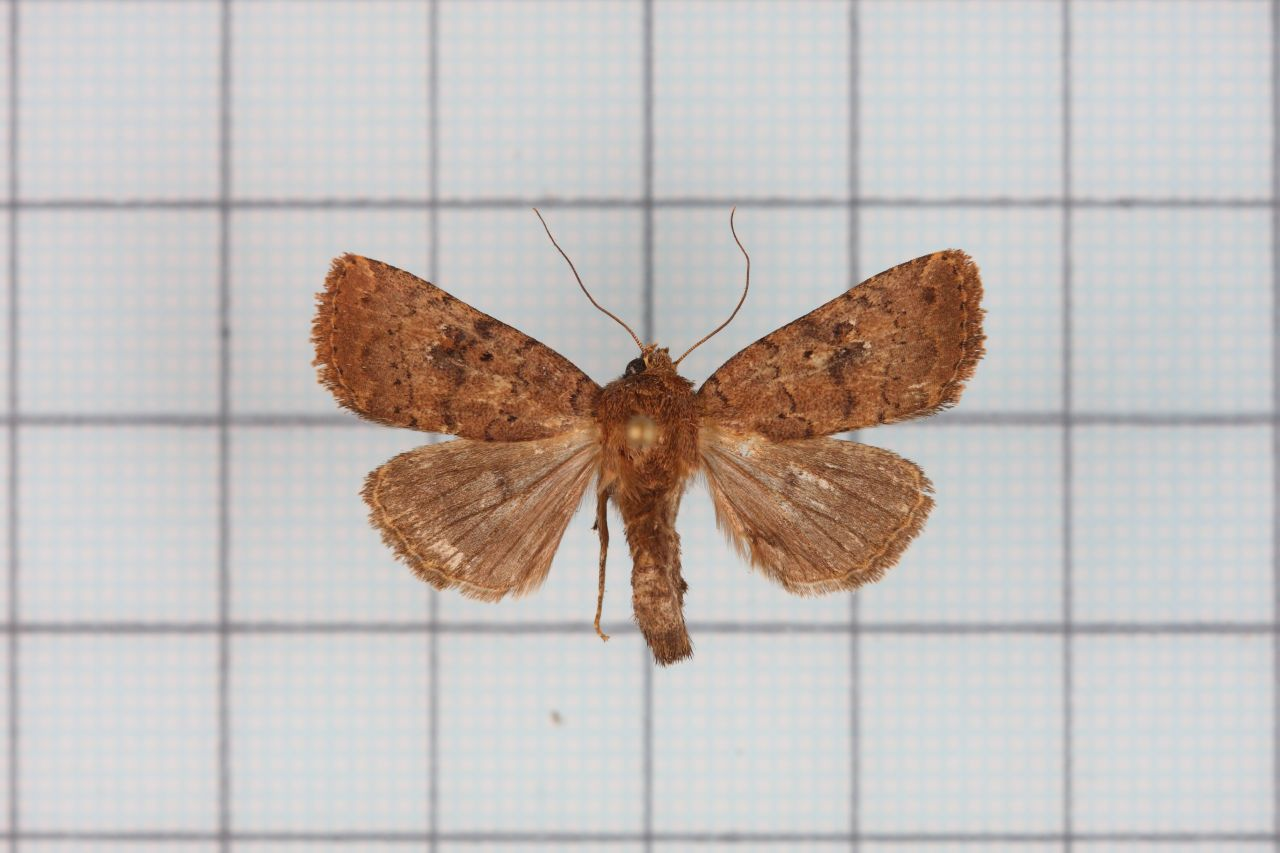